# تیم ملی فوتبال زنان بلغارستان
تیم ملی فوتبال زنان بلغارستان (به بلغاری: Български женски национален отбор по футбол) نمایندهٔ فوتبال زنان
کشور بلغارستان در ردهٔ ملی است. این تیم توسط اتحادیه فوتبال بلغارستان اداره می‌شود. بزرگترین دستاورد این تیم در سال ۲۰۰۸ بوده‌است که آنها قهرمانی بالکان و جام آلبنا را در یکسال بدست آوردند. با این قهرمانی‌ها آنها موفق شدند تا به ردهٔ ۳۳ام در رده‌بندی جهانی فیفا زنان صعود کنند.